# Ljusen (Kvistbro socken, Närke, 656564-142899)
Ljusen är en sjö i Lekebergs kommun i Närke och ingår i Norrströms huvudavrinningsområde.